# Leonel Sánchez
Leonel Guillermo Sánchez Lineros (* 25. April 1936 in Santiago de Chile; † 2. April 2022) war ein chilenischer Fußballspieler.

## Vereinskarriere
Leonel Sánchez spielte schon als Kind bei CF Universidad de Chile und blieb diesem Klub während eines großen Teils seiner aktiven Zeit treu. Bereits als 17-Jähriger wurde der 1,76 Meter große Linksaußen in der höchsten Spielklasse seines Landes eingesetzt. Seinen ersten Landesmeistertitel gewann er 1959 mit Universidad. 1955 wurde er erstmals in die chilenische Fußballnationalmannschaft berufen. Bis 1969 kamen für den Verein und ihn noch fünf weitere Meisterschaften hinzu.
Mit 33 Jahren trug Sánchez erstmals ein anderes Vereinstrikot und spielte im schwarz-weißen des nicht weniger erfolgreichen, aber in Chile populäreren Colo Colo Santiago, für den er mit seiner Routine als Glücksfall galt und den er ebenfalls zum Titelgewinn führte. Für ihn persönlich war es die siebte Meisterschaft in 17 Spielzeiten. Seine Karriere ließ er nacheinander bei zwei Zweitligisten, CD Palestino de Santiago und Ferrobádminton de Chile, ausklingen.
Anschließend absolvierte er eine Trainerausbildung und arbeitete in diversen Funktionen wieder für Universidad de Chile. Leonel Sánchez starb kurz vor seinem 86. Geburtstag.

## Nationalmannschaft
Zwischen 1955 und August 1968 bestritt Leonel Sánchez 85 Länderspiele für die chilenische Nationalelf und erzielte dabei 24 Tore. Mit seinem 53. Länderspiel am 23. März 1963 löste er Sergio Livingstone als Rekordinternationaler seines Landes ab und blieb es bis zum 10. Oktober 2014. Dann wurde er von Claudio Bravo übertroffen.
Höhepunkt seiner internationalen Auftritte war die Weltmeisterschaft 1962 in seinem Heimatland. Als Spielmacher in Bestform führte er seine Mannschaft bis ins Halbfinale (2:4 gegen den späteren Weltmeister Brasilien) und anschließend auf den dritten Platz (1:0 gegen Jugoslawien). Mit vier Treffern in den sechs WM-Spielen wurde der Linksaußen einer von sechs Torschützenkönigen dieses Turniers; zwei Tore erzielte er in der Vorrunde gegen die Eidgenossen, je eines im Viertel- (gegen die UdSSR) und im Halbfinale.
Allerdings verursachte er auch einen der unrühmlichen Höhepunkte bei dieser Endrunde. In der „Schlacht von Santiago“ gegen Italien, die als  „Rasenkrieg“, „Trauer-“ und „Skandalspiel“ bezeichnet wurde, brach Sánchez dem Italiener Mario David durch einen gezielten Schlag das Nasenbein, wurde dafür aber weder vom Schiedsrichter noch nachträglich von der FIFA zur Rechenschaft gezogen.
Den sechs WM-Einsätzen von 1962 fügte er 1966 noch drei weitere hinzu. Allerdings blieb er in England – wie die chilenische Elf insgesamt – leistungsmäßig weit hinter dem zurück, womit er vier Jahre zuvor seine Landsleute und die Fachwelt begeistert hatte.

## Erfolge
Universidad de Chile
- Chilenischer Meister: 1959, 1962, 1964, 1965, 1967, 1969

CSD Colo-Colo
- Chilenischer Meister: 1970

Nationalteam
- WM-Dritter: 1962
- WM-Torschützenkönig: 1962